# بنو نوفل
بنو نوفل وهم بطن من بطون قريش، ينتسبون إلى نوفل بن عبد مناف بن قصي بن كلاب بن مرة بن كعب بن لؤي بن غالب بن فهر بن مالك بن النضر بن كنانة بن خزيمة بن مدركة بن إلياس بن مضر بن نزار بن معد بن عدنان. 
ومن أمثلة الأشخاص الذي انتسبوا لبني نوفل:
- عدي بن نوفل
- الخيار بن عدي بن نوفل
- المطعم بن عدي بن نوفل
- طعيمة بن عدي بن نوفل
- عبيد الله بن عدي بن نوفل
- جبير بن المطعم بن عدي بن نوفل
- نافع بن جبير بن نوفل
- محمد بن جبير بن نوفل
- علي بن نافع، وهو يسمى ابن السقايتين.